# Handball-Panamerikameisterschaft der Männer 1981
Die Handball-Panamerikameisterschaft der Männer 1981 war die zweite Austragung der Handball-Panamerikameisterschaft der Männer für Nationalmannschaften Nord-, Zentral- und Südamerikas sowie der Karibik. Organisiert wurde das Turnier von der Pan-American Team Handball Federation. Es wurde vom 9. bis 14. November 1981 im Luna Park in Buenos Aires ausgetragen. Der Panamerikameister aus Kuba qualifizierte sich für die Weltmeisterschaft 1982.

## Turnierverlauf

### Gruppe A
Legende
| Pl. | Land               | Sp. | S | U | N | Tore     | Diff. | Punkte |
| --- | ------------------ | --- | - | - | - | -------- | ----- | ------ |
| 1.  | Argentinien        | 3   | 3 | 0 | 0 | 085:510  | +34   | 6      |
| 2.  | Vereinigte Staaten | 3   | 2 | 0 | 1 | 0121:460 | +75   | 4      |
| 3.  | Paraguay           | 3   | 1 | 0 | 2 | 058:1010 | −43   | 2      |
| 4.  | Chile              | 2   | 0 | 0 | 2 | 040:1060 | −66   | 0      |

Anmk.: Bei Punktgleichheit entschied der direkte Vergleich, dann das Torverhältnis.
| 9. November 1981 | Argentinien    | 23:22 n. V. | Vereinigte Staaten | Luna Park, Buenos Aires |
| 9. November 1981 | (5:4), (18:18) |             |                    | Luna Park, Buenos Aires |
| 9. November 1981 |                |             |                    | Luna Park, Buenos Aires |

| 9. November 1981 | Paraguay | 29:17 | Chile | Luna Park, Buenos Aires |
| 9. November 1981 |          |       |       | Luna Park, Buenos Aires |
| 9. November 1981 |          |       |       | Luna Park, Buenos Aires |

| 10. November 1981 | Argentinien | 36:14 | Paraguay | Luna Park, Buenos Aires |
| 10. November 1981 |             |       |          | Luna Park, Buenos Aires |
| 10. November 1981 |             |       |          | Luna Park, Buenos Aires |

| 10. November 1981 | Vereinigte Staaten | 51:8 | Chile | Luna Park, Buenos Aires |
| 10. November 1981 |                    |      |       | Luna Park, Buenos Aires |
| 10. November 1981 |                    |      |       | Luna Park, Buenos Aires |

| 11. November 1981 | Argentinien | 26:15 | Chile | Luna Park, Buenos Aires |
| 11. November 1981 |             |       |       | Luna Park, Buenos Aires |
| 11. November 1981 |             |       |       | Luna Park, Buenos Aires |

| 11. November 1981 | Vereinigte Staaten | 48:15 | Paraguay | Luna Park, Buenos Aires |
| 11. November 1981 |                    |       |          | Luna Park, Buenos Aires |
| 11. November 1981 |                    |       |          | Luna Park, Buenos Aires |

### Gruppe B
Legende
| Pl. | Land      | Sp. | S | U | N | Tore    | Diff. | Punkte |
| --- | --------- | --- | - | - | - | ------- | ----- | ------ |
| 1.  | Kuba      | 2   | 2 | 0 | 0 | 068:450 | +23   | 4      |
| 2.  | Brasilien | 2   | 1 | 0 | 1 | 051:490 | +2    | 2      |
| 3.  | Mexiko    | 2   | 0 | 0 | 2 | 040:650 | −25   | 0      |

Anmk.: Bei Punktgleichheit entschied der direkte Vergleich, dann das Torverhältnis.
| 9. November 1981 | Brasilien | 29:17 | Mexiko | Luna Park, Buenos Aires |
| 9. November 1981 | (14:6)    |       |        | Luna Park, Buenos Aires |
| 9. November 1981 |           |       |        | Luna Park, Buenos Aires |

| 10. November 1981 | Kuba | 36:23 | Mexiko | Luna Park, Buenos Aires |
| 10. November 1981 |      |       |        | Luna Park, Buenos Aires |
| 10. November 1981 |      |       |        | Luna Park, Buenos Aires |

| 11. November 1981 | Kuba    | 32:22 | Brasilien | Luna Park, Buenos Aires |
| 11. November 1981 | (15:12) |       |           | Luna Park, Buenos Aires |
| 11. November 1981 |         |       |           | Luna Park, Buenos Aires |

### Platzierungsrunde
Paraguay war als Sieger des Vorrundenduells mit Chile (29:17) für das Spiel um Platz 5 gesetzt.
| 13. November 1981 | Mexiko | 31:12 | Chile | Luna Park, Buenos Aires |
| 13. November 1981 | (14:6) |       |       | Luna Park, Buenos Aires |
| 13. November 1981 |        |       |       | Luna Park, Buenos Aires |

### Halbfinale
| 13. November 1981 | Brasilien          | 35:30 n. 2. V. | Argentinien | Luna Park, Buenos Aires |
| 13. November 1981 | , (22:22), (27:27) |                |             | Luna Park, Buenos Aires |
| 13. November 1981 |                    |                |             | Luna Park, Buenos Aires |

| 13. November 1981 | Kuba | 35:29 | Vereinigte Staaten | Luna Park, Buenos Aires |
| 13. November 1981 |      |       |                    | Luna Park, Buenos Aires |
| 13. November 1981 |      |       |                    | Luna Park, Buenos Aires |

### Spiel um Platz 5
| 14. November 1981 | Mexiko | 36:21 | Paraguay | Luna Park, Buenos Aires |
| 14. November 1981 |        |       |          | Luna Park, Buenos Aires |
| 14. November 1981 |        |       |          | Luna Park, Buenos Aires |

### Spiel um Platz 3
| 14. November 1981 | Vereinigte Staaten | 25:22 | Argentinien | Luna Park, Buenos Aires |
| 14. November 1981 |                    |       |             | Luna Park, Buenos Aires |
| 14. November 1981 |                    |       |             | Luna Park, Buenos Aires |

### Finale
| 14. November 1981 | Kuba | 34:20 | Brasilien | Luna Park, Buenos Aires |
| 14. November 1981 |      |       |           | Luna Park, Buenos Aires |
| 14. November 1981 |      |       |           | Luna Park, Buenos Aires |

## Platzierungen
Legende
| Rang | Mannschaft |
| ---- | --- |
|      | Kuba Kader: Moisés Casales, Roberto Casuso, José Nenínger, Juan Llanes, Juan Querol, Osvaldo Povea Dominguez, Juan Prendes, Ramón Medina, Roberto Zulueta, Alberto Márquez, Ibrain Crombet, René Pedroso, David Stevenson, Ricardo Miranda, Octavio Mantrana. Trainer: unbekannt. |
|      | Brasilien |
|      | Vereinigte Staaten |
| 4    | Argentinien |
| 5    | Mexiko |
| 6    | Paraguay |
| 7    | Chile |